# Aulotrachichthys novaezelandicus
Aulotrachichthys novaezelandicus är en fiskart som först beskrevs av Kotlyar, 1980.  Aulotrachichthys novaezelandicus ingår i släktet Aulotrachichthys och familjen Trachichthyidae. Inga underarter finns listade.